# Decathlon (companie)

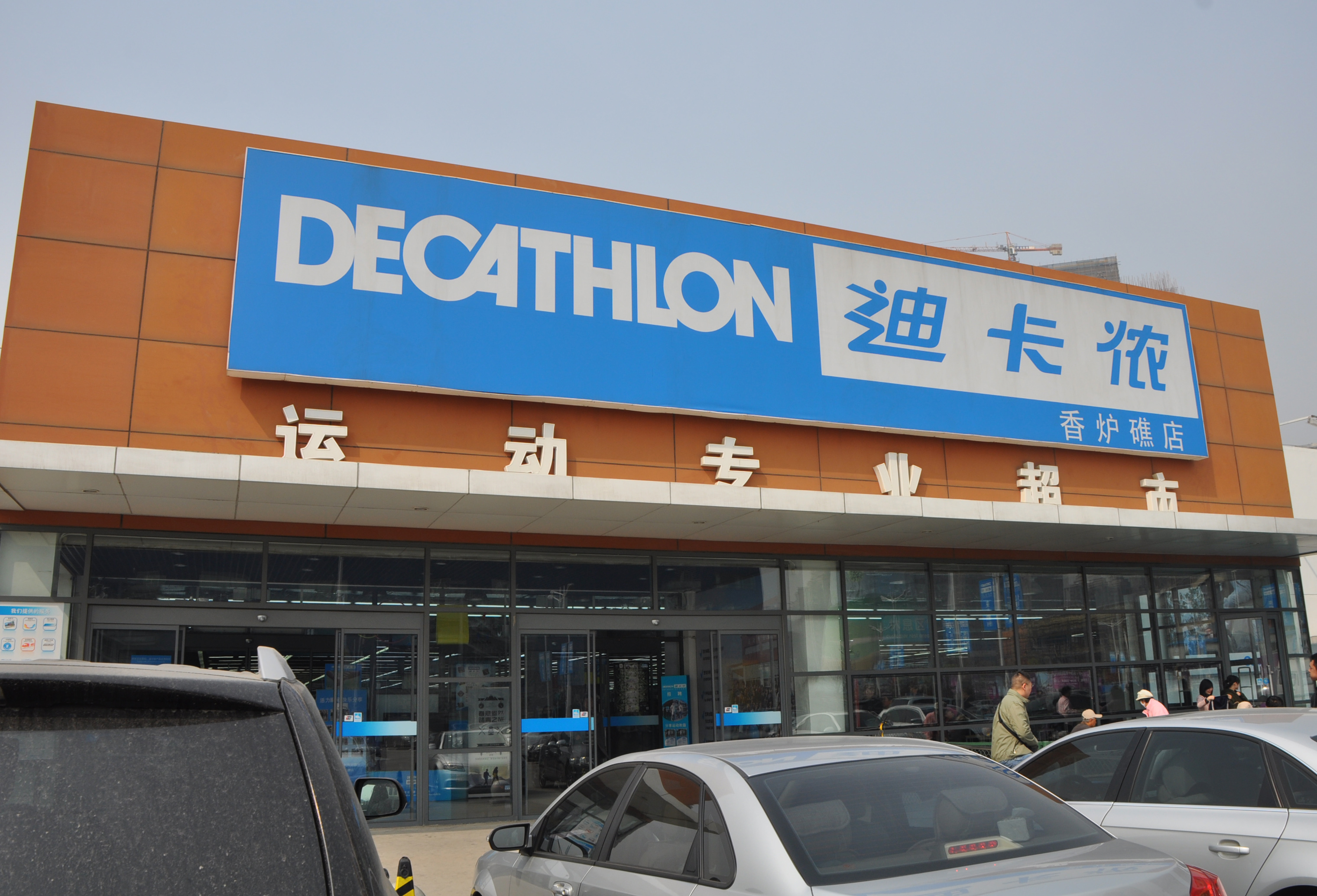
Magazin în orașul Dalian din China

Decathlon este o companie de producere și desfacere de articole sportive, aparate sportive și îmbrăcăminte din Franța, având sediul în Villeneuve d'Ascq.
Compania a fost înființată în anul 1976, și este prezentă în 45 țări cu peste 1400 de magazine, fiind cel mai mare vânzător de produse sportive din lume.
Brandul Decathlon este deținut de familia miliardarilor francezi Mulliez, care mai deține hipermarketurile Auchan, magazinele Kiabi și retailerul de bricolaj Leroy Merlin.

## Locații
Începând cu luna Ianuarie 2024, există 2080 de magazine Decathlon din întreaga lume în 56 de țări.
- Belgia: 25 magazine
- Brazilia: 19 magazine
- Bulgaria: 4 magazine
- Cehia: 9 magazine
- China: 166 magazine
- Croația: 1 magazin
- Franța: 300 magazine
- Germania: 26 magazine
- Hong Kong, China: 8 magazine
- Ungaria: 17 magazine[8]
- India: 37 magazine
- Italia: 106 magazine[9]
- Kuwait: 1 magazin
- Țările de Jos: 6 magazine
- Polonia: 45 magazine
- Portugalia: 28 magazine
- România: 31 magazine
- Rusia: 53 magazine
- Spania: 133 magazine
- Singapore: 1 magazin[10]
- Suedia: 1 magazin
- Turcia: 15 magazine
- Taiwan: 6 magazine
- Regatul Unit: 19 magazine
- Statele Unite ale Americii: (închis în 2006)
- Liban: 1 magazin
- Emiratele Arabe Unite: 1 magazin
- Maroc: 4 magazine

În India, produsele Decathlon pot fi cumpărate direct prin intermediul magazinelor lor, după modificarea politicii Investiții Internaționale Directe a Indiei și a aprobării pentru Decathlon în februarie 2013.În plus, produsele Decathlon sunt disponibile și online prin distribuitorii lor online.

## Decathlon în România
Compania este prezentă și în România, din anul 2009, când a deschis o unitate în centrul comercial Militari Shopping Center din București, care are 4.200 de metri pătrați și circa 80 de angajați.
În anul 2023, compania deținea 31 magazine.
- Cifra de afaceri în 2022: 1,3 mld. lei[16]

### Madirom Prod
Decathlon deține compania producătoare de biciclete Madirom Prod din Timișoara, care a terminat anul 2013 cu afaceri de 176,4 milioane lei.
Bicicletele sunt asamblate împreună cu o afacere antreprenorială din Reșița, compania Nextcity.

### Relația cu comunitatea maghiară
Primul incident între Decathlon România și comunitatea maghiară a avut loc după deschiderea magazinului în municpiul Târgu Mureș la data de 29 mai 2015. La conferința de presă dedicată inaugurării unității reprezentanții magazinului au declarat că n-au fost amplasate inscripții bilingve deoarece comunitatea locală nu a cerut acest lucru respectiv sistemul informatic nu permite acest lucru. Totodată, la inaugurare a fost interzis pentru membrii staff-ului folosirea publică a limbii maghiare.  După acest incident prezentat în mass-media locală și aflarea faptului că Decathlon Belgia folosește comunicarea bilingvă o parte din clienți au pornit o acțiune civică pentru amplasarea inscripților bilingve la Târgu Mureș manifestând opinia atât reprezentanților naționali cât și internaționali al magazinului.